# Lindås Waves IBK
Lindås Waves IBK (ursprungligen Lindås IBK men även kallad Lindås Waves som tilläggsnamn) är en svensk innebandyklubb med hemvist i Askim i Göteborgs kommun. Klubben grundades i mars 1994. Klubben som fått sitt namn efter bostadsområdet Lindås i södra delen av Billdal, är en av de största innebandyklubbarna i Göteborg och en av de 20-30 största innebandyklubbarna i Sverige. Av de cirka 700 klubbmedlemmarna (egen uppgift) tillhör de allra flesta ungdomsverksamheten (120 flickor och 430 pojkar).
På senare år har klubben även inlett en satsning även på seniornivå. Damlaget spelar säsongen 2018/2019 i Allsvenskan Södra efter avancemang från Division 1 föregående säsong. Herrlaget har under 2010-talet fyra år i rad, från en plats i Allsvenskan, kvalat för avancemang till Svenska Superligan. Våren 2018 lyckades till slut kvalspelet och Lindås herrar tog steget upp till innebandyns finrum SSL -  Svenska Superligan 2017/2018.
Lindås hemmaarena byggd 2009 heter Lindås Waves Arena (tidigare namn Salming Arena och X3M Arena). Hallen ligger intill Askims Sim- och Sporthall i Hovås söder om Göteborg. Gamla Salming Arena ansågs våren 2018 inte hålla SSL-standard  men har fått dispens för SSL-spel säsongen 2018/2019. Säsongen 2024/2025 spelar båda seniorlagen i Division 1. 
Övriga hemmahallar som föreningens många ungdomslag tränar och spelar matcher i är Askims Sporthall och Lindåshallen i Västra Lindås längre söderut.